# Timeo danaos et dona ferentes
Timeo Danaos et dona ferentes és una frase llatina de l'Eneida de Virgili (llibre II, 49). Significa «Temo els dànaus (grecs) fins i tot quan porten regals».
La traducció grega de la frase, en katharévussa, i usada pels grecs moderns, és: «Φοβού τους Δαναούς και δώρα φέροντας» (fovú tus Danaús ke dóra fèrondas).

## Origen
Aquesta frase té el seu origen en la mitologia grega, i més concretament en la guerra de Troia. És un error comú traduir-la com a «Temo els grecs i porten regals», «Temeu els grecs i els regals que porten» o «Compte amb els grecs que porten regals», ja que encara que et significa 'i' en llatí, en aquest cas et és una síncope de la paraula etiam, que significa 'fins i tot'.
En el text original es va escriure ferentis (amb i llarga) i no ferentes, però aquesta segona escriptura era més comuna i més «clàssica», per la qual cosa normalment és la més utilitzada quan se cita aquesta frase.
Després de guerrejar a les platges de Troia durant nou anys, Calcant indueix els líders dels dànaus (grecs) a oferir els troians l'anomenat «Cavall de Troia». Tanmateix, el sacerdot troià Laocoont desconfia de l'esmentat present, i adverteix els troians que no acceptin l'obsequi, exclamant: Equo ne credite, Teucri! Quidquid aneu est, timeo Danaos et dona ferentes. («No confieu en el cavall, troians! Sigui el que sigui, temo els dànaus fins i tot si porten regals».) Quan en intentar cremar el cavall, Laocoont i els seus dos fills són devorats per dues enormes serps, els troians consideren que el cavall ha estat ofert a la deessa Atena, i interpreten la mort de Laocoont com un signe del seu desgrat.
Atena certament va enviar les serps i va ajudar a gestar la idea del cavall, però les seves intencions no eren tan pacífiques com imaginaven els desprevinguts troians. Els troians van accedir unànimement a col·locar rodes al cavall i introduir-lo rere les seves impenetrables muralles, i van iniciar una festa en la creença que la guerra havia acabat. Quan l'observador que havien enviat per verificar la partida dels grecs descobreix la flota oculta en un fosc port, és assassinat.
Dins del cavall s'amagava un selecte grup de soldats: una vegada introduït el cavall a Troia, els soldats que hi havia ocults van obrir les portes de la ciutat, després de la qual cosa la força invasora va poder entrar i destruir la ciutat.